# Константин (Хесен-Ротенбург)
Вижте пояснителната страница за други личности с името Константин.
Константин фон Хесен-Ротенбург (на немски: Konstantin von Hessen-Rotenburg; * 24 май 1716, Ротенбург на Фулда; † 30 декември 1778, дворец Вилдек, Чопау) е от 1749 до 1778 г. ландграф на Хесен-Ротенбург.

## Биография
Той е син на ландграф Ернст II Леополд фон Хесен-Ротенбург (1684 – 1749) и принцеса Елеонора фон Льовенщайн-Вертхайм-Рошфор (1686 – 1753), дъщеря на княз Максимилиан Карл фон Льовенщайн-Вертхайм-Рошфор (1656 – 1718) и съпругата му графиня Поликсена Мария фон Куен-Лихтенберг-Беласи (1658 – 1712). Внук е на ландграф Вилхелм I фон Хесен-Ротенбург и графиня Мария Анна фон Льовенщайн-Вертхайм. Неговата сестра Поликсена е кралица на Сардиния (1730 – 1735).
През 1755 г. частта Хесен-Ванфрид след смъртта на ландграф Христиан попада обратно на линията Хесен-Ротенбург.
От 1767 до 1769 г. Константин строи в Касел „палат Хесен-Ротенбург“ като държавна резиденция.

## Фамилия
Първи брак: през 1745 г. с Мария Ева София фон Щархемберг (* 28 октомври 1722, Лондон; † 12 декември 1773, Страсбург), вдовица на княз Вилхелм фон Насау-Зиген (1666 – 1743), дъщеря на граф Конрад Зигмунд фон Щархемберг (1689 – 1727) и Мария Леополдина фон Льовенщайн-Вертхайм-Рошфор (1689 – 1763). Те имат 11 деца:
- Карл Емануел (1746 – 1812), негов наследник, ⚭ 1771 за принцеса Леополдина фон Лихтенщайн (1754 – 1823)
- Алоис (1749)
- Кристиан (1750 – 1782), свещеник
- Карл Константин (1752 – 1821), френски генерал („Citoyen Hesse“)
- Ернст (1758 – 1784), ⚭ Христина фон Барделебен (1765 – 1835)
- Клементина Франциска Ернестина Леополдина (1747 – 1813), абатиса на Сустерен, в Лимбург
- Мария Хедвиг Елеонора (1748 – 1801), ⚭ Жак Леополд дьо ла Тур д'Оверн, херцог на Буйон (1746 – 1802)
- Мария Антония Фридерика Жозефа (1753 – 1823)
- Вилхелмина Мария (1755 – 1816), монахиня
- Леополдина Луиза Мария (1756 – 1761)
- Фридерика Кристина Мария (1760 – 1760)

Втори брак: на 25 май 1775 г. в ловния дворец Вилдек с френската графска дъщеря Йохана Хенриета от Бомбел (* 22 октомври 1751, Бич; † 28 ноември 1822, Анци-ле-Фрам), графиня фон Райхенберг. Две седмици след смъртта му през 1778 г. тя напуска Германия и отива обратно във Франция, където се омъжва през 1782 г. за кралския архитект Луи Льо Телиер, граф на Тонер (1740 – 1785).